# Utelga possjetica
Utelga possjetica är en plattmaskart som beskrevs av Evdonin 1977. Utelga possjetica ingår i släktet Utelga och familjen Koinocystididae. Inga underarter finns listade i Catalogue of Life.